# Lophura inornata hoogerwerfi
Il fagiano di Sumatra (Lophura inornata hoogerwerfi (Chasen, 1939)) è una sottospecie del fagiano di Salvadori endemica della regione nord-occidentale di Sumatra, fino a poco tempo fa ritenuto una specie a sé stante. Il maschio non è stato ancora ufficialmente descritto e la descrizione di seguito riportata si basa unicamente su esemplari osservati sul campo. L'esemplare tipo è una delle due femmine raccolte alla fine degli anni '30.
L'epiteto specifico commemora l'ornitologo olandese Andries Hoogerwerf.

## Descrizione
Il fagiano di Sumatra raggiunge una lunghezza compresa tra 46 e 55 cm. Il maschio, privo di ornamenti sul capo e dalla coda corta, presenta una colorazione nero-bluastro profondo con aree di pelle nuda rossa ai lati della testa. Le piume della parte superiore del corpo presentano dei larghi orli blu acciaio. Le zampe e i piedi sono di colore grigio chiaro.
La femmina, diversamente da quella di colore bruno-castano del fagiano di Salvadori, è caratterizzata da una colorazione marrone-cuoio piuttosto uniforme. Tutto il piumaggio è finemente striato di nero, ad eccezione delle copritrici, alari sulle quali le striature risultano più grossolane; la gola è biancastra e le parti inferiori sono di uno sbiadito marrone-giallastro. Contrariamente alla femmina del fagiano di Salvadori, è priva delle macchie e striature fulve che ne caratterizzano la livrea. La coda è nera, l'iride color ambra e le zampe sono di colore grigio scuro.

## Distribuzione e habitat
Il fagiano di Sumatra è endemico della regione nord-occidentale dell'isola. La sua descrizione si basa solamente su dati approssimativi e finora è stato osservato solo poche volte. Un esemplare di sesso maschile è stato avvistato all'interno del parco nazionale del Gunung Leuser, sull'altopiano di Gayo. Nel 1979 furono osservate diverse associazioni familiari e nel 1998 fu avvistata una femmina a nord del monte Leuser, lungo il fiume Jagong nell'area di Beutong. Nel 1998-99, cinque individui di entrambi i sessi, provenienti dal parco nazionale del Gunung Leuser, furono scoperti in un mercato di Medan. Tre coppie prelevate in natura vivono attualmente in cattività a Giava.
L'esemplare tipo venne scoperto nella primavera del 1939 da George Vanderbilt (1914-1961) in una foresta primaria con poco sottobosco sul lago Telaga Meluwak tra 1200 e 1400 m di altitudine. Presumibilmente si trattava di una foresta pluviale tropicale di tipo submontano. Il terreno venne descritto come ondulato. Un secondo esemplare venne avvistato ad un'altezza di 600 m. Gli esemplari osservati del parco nazionale del Gunung Leuser furono scorti su terreni forestali scarsamente ricoperti di vegetazione su pendii relativamente asciutti, ad un'altitudine compresa tra 1200 e 2000 m.

## Conservazione
Si ritiene che la popolazione sia inferiore ai 10.000 individui ed è minacciata dalla deforestazione. In passato, quando veniva considerato come specie a sé, il fagiano di Sumatra veniva classificato come «vulnerabile» (Vulnerable).